# Arianna Huffington
Arianna Huffington (født 15. juli 1950 i Athen) er en græsk-amerikansk forfatter og kommentator. Hun er kendt for sin deltagelse i etableringen af den politiske netside The Huffington Post.
I 2003 var hun uafhængig kandidat til guvernørvalget i Californien.
I 2009 blev hun udnævnt til den 12. mest indflydelsesrige kvinde i medierne af magasinet Forbes.